# Nyctibatrachidae
Nyctibatrachidae Blommers-Schlösser, 1993 è una famiglia di anfibi dell'ordine degli Anuri, presente nella catena montuosa indiana del Ghati occidentali e nello Sri Lanka.

## Tassonomia
La famiglia comprende 39 specie raggruppate in tre generi:
- Astrobatrachus Vijayakumar, Pyron, Dinesh, Torsekar, Srikanthan, Swamy, Stanley, Blackburn, and Shanker, 2019
- Lankanectes Dubois and Ohler, 2001 (2 sp.)
- Nyctibatrachus Boulenger, 1882 (36 sp.)